# Geesaley
Geesaley (ook: Ghesselei, Gesalay, Greater Ghesselei, Lesser Ghesselei) is een kustplaatsje in het district Alula in de regio Bari in Puntland, in Noord-Somalië. Het ligt aan de Golf van Aden.
Geesaley ligt hemelsbreed 37 km ten zuidwesten van de districtshoofdstad Alula. Plaatsen in de buurt, waarmee Geesaley via een onverharde weg is verbonden, zijn Bandar Murcaayo (8 km zuidelijker langs de kust); Dhurbo (21 km in zuidwestelijke richting langs de kust) en Xabo (5,2 km noordelijker langs de kust). Vier km ten zuiden van Geesaley ligt de verlaten nederzetting Garsa, zie hier.
Het plaatsje beslaat een rechthoekig gebied van ongeveer 300 × 750 m en bestaat uit een ongeordende cluster van huizen; er zijn geen straatjes o.i.d.. Wel is er een relatief nieuwe moskee die direct aan zee staat. Geesaley leeft vnl. van visvangst en dadels. Het dorp is een van de belangrijkste dadelpalm-oases van Puntland. Direct achter Geesaley ligt nl. een dichte strook vegetatie van ca. 0,6 × 3,5 km met veel palmen. Het verdere achterland is echter zeer aride en vrijwel onbewoond. Er is een lagere school. Het dorp heeft geen haven of havenhoofd (pier); bootjes worden op het strand getrokken. Vier km ten noorden van het dorp ligt een tonijnfabriek langs de kust.
Klimaat: Geesaley heeft een woestijnklimaat; er valt vrijwel geen neerslag, slechts ca. 14 mm per jaar met een klein 'piekje' in november van 7 mm, de helft van de jaarlijkse hoeveelheid. De neerslag kan overigens van jaar tot jaar sterk fluctueren. De gemiddelde jaartemperatuur bedraagt 27,7 °C. De warmste maand is juni, gemiddeld 31,2 °C; de koelste maand is februari, gemiddeld 24,8 °C.